# Hey You, Pikachu!
Hey You, Pikachu! (ピカチュウげんきでちゅう Pikachu Genki Dechu?) es un videojuego de la Nintendo 64 publicado en 1998. Fue desarrollado por Nintendo y Ambrella. Su nombre japonés es Pikachu Genki Dechu, un juego de palabras en "Pikachu genki desu" (Pikachu está bien).
El juego permite una tecnología de reconocimiento de voz para hablar a Pikachu, la estrella del juego. Es uno de los dos juegos que utiliza la Unidad de reconocimiento de voz (VRU) de Nintendo 64, una pieza de hardware que puede captar y analizar la voz humana. Sin embargo, fue el único juego lanzado en EUA que usase el VRU. Una tecnología similar fue posteriormente utilizada para construir la Nintendo DS. El jugador puede mover y recoger ítems, además de hablar con pikachu y puede describir todo lo de su ambiente.
Este juego también contiene a otros Pokémon como Bulbasaur, Charmander y Squirtle. Alguno de ellos pueden ser controlados por el megáfono del jugador. Por ejemplo, al usar el megáfono para decir a Haunter que se fuera, será grabado para asustar a Pikachu y a los cinco Poliwag. El jugador puede alimentar a otros aparte de Pikachu. Si alimentas a Caterpie con un montón de rosas, evolucionará a Metapod.
Una especie de secuela a "Hey You" es Pokémon Channel, un juego publicado tres años después en Nintendo GameCube.

## El juego
El juego comienza cuando el personaje principal debe probar un nuevo instrumento a petición del Profesor Oak, que es usado para hablar a los Pokémon. El jugador pronto se encuentra con un Pikachu salvaje y se hace amigo de él. La confianza de Pikachu se debe ganar por parte del jugador, así, Pikachu terminará habitando en la casa del jugador. A partir de ahí hay tres nuevas actividades diarias. Cada día tiene un objetivo distinto (recoger comida, pescar..) y el jugador así puede ir ganando Pika-Puntos, que después se pueden intercambiar en la tienda de Abra para desbloquear ítems.
Con el tiempo, si el jugador llega al día 365, el Profesor Oak aparece y dice que Pikachu debe ser ya liberado. El jugador debe ir al bosque donde Pikachu fue encontrado y decir "goodbye" (adiós) varias veces, al final Pikachu se conciencia que no puede vivir con el jugador por más tiempo, y tristemente, se marcha. Después de los créditos, cuando el jugador mira alrededor y buscando reminiscencias sobre Pikachu, y vuelve, es como si Pikachu jamás se hubiera ido.

## Recepción
El juego recibió generalmente reseñas mixtas de parte de los críticos especializados.